# Carl Beckman
Carl Beckman, född 19 december 1760, död 28 november 1801 i Stockholm, var en svensk auskultant, ingenjör kopparstickare och tecknare.
Han var son till rådmannen Thomas Beckman och Katarina Maria Kock och gift med Anna Maria Ekman. Beckman blev auskultant vid Kungliga lantmäterikontoret 1779, extra ordinarie ingenjör 1781 och ordinarie ingenjör 1785. Han var från 1794 sekreterare vid Kommerskollegium. Han utförde ritningar och teckningar för Johan Fredric Bagges Beskrifning om Upstaden Örebro 1785. Beckman finns representerad vid Uppsala universitetsbibliotek och Nationalmuseum i Stockholm.